# 称号
称号（しょうごう、英語：Title）とは、主に個人または団体の公的な身分や資格・地位などを表す呼び名。

## 称号の例
1. 皇位・王位、皇室・王室などにおけるもの
  1. 君主号など - 君主または諸侯、元首の地位（皇位または王位など）の名称。天皇、皇帝、国王、ハーン、アウグストゥス、カエサル（シーザー）、カリフ、スルターン、シャー、マリク、アミール、バシレウス、ツァーリ、大公、首長など。
2. 戦士・武人などの称、貴族の位、官職の名など
  1. 大統領、国家主席などの国家元首や首相、閣僚評議会議長、行政府の大臣、長官などの官職名。
  2. 英雄に対して国家から授与されるもの。モンゴルなどにおけるバガトル（勇者の称号）。
  3. 王朝などで特定の貴人を処遇するために授与する特定の地位（官位など）。またはその名称（准后など）。
  4. 爵位は貴族の称号。名字には爵位名をつけて（ie. Viscount Ishiguro）、または爵位領名（ie. the Marquess of Bath）で呼称するが、名を呼ぶ際は名の下に卿とつけて敬称する。公爵・侯爵・伯爵・子爵・男爵の爵位は世襲称号、また准男爵（baronet）も世襲だが、一代貴族 （イギリス貴族のうち、世襲ではなく、一代限りで貴族に任じられる者）、勲功爵（knight）（ナイト爵）などは一代称号とされる。
  5. 騎士は西欧における武人の称号。
  6. 軍隊の階級。元帥や名誉大佐等が定められている国もある。
3. 学修上・研究上の称号
  1. 学位。大学において一定の単位と修了要件を満たすことで授与される。博士・修士・専門職学位（修士相当）および学士・短期大学士の学位がある。
  2. 高等専門学校卒業者には、準学士の称号が授与される。以前は短期大学の卒業者に準学士の称号を与えていたが、2005年10月1日より短期大学士の学位が授与されることとなった（高等専門学校は現行のまま）。
  3. 一定の要件を満たす専修学校の専門課程を修了した者には、高度専門士および専門士の称号が付与される。
4. 功績に対するもの
  1. 研究または大学運営の功労者には、大学より学校教育法上に定められた名誉教授の称号が授与される。また、法律に関わらず大学が独自に設置する称号としては様々なものがある。名誉学長や名誉博士もそのひとつである。名誉教授の他に特別栄誉教授の称号を授与している大学もある。その他、長崎大学の臨床教授の称号、客員教授の称号などもある。
  2. 1でも軽く述べているが、大学等、学術機関から特定の分野で功績を挙げた個人に対して、その功績を称え贈呈される名誉学位がある。例としては名誉博士、名誉修士、名誉学士がある。学校教育法上の学位とは異なり、主に個人の社会的な活動を顕彰するために贈呈される。贈呈に際しては、個人の社会的な活動に対する厳格な審査が伴うため、名誉学位の贈呈事例は非常に稀である。
  3. 学会などでは優れた研究業績のある人物に名誉会長、名誉会員、永年功労会員、フェロー称号、名誉フェロー称号、研究員、客員研究員、実験力学専門術士、実験力学高度専門術士などの称号が授与しているケースもある。
  4. 独立行政法人中央農業総合センターでは、研究協力員の称号を授与している。称号には任期があるが再任は妨げられない。
  5. 独立行政法人産業技術総合研究所では実績ある研究員に名誉フェロー称号を授与している。
  6. 公的機関や私的団体などで一定の地位・功労、業績に対して敬意を表する目的で授与する栄誉職もある。都道府県警察では剣道柔道をもって警察官の育成にあたったの功労ある師範に対して名誉師範の称号を授与している。その他、都道府県立あるいは市町村立の病院では功労ある院長に名誉院長の称号を授与している。また、消防団などでも、兵庫県赤穂市消防団、伊丹市消防団では名誉消防団長の称号を、岡山県岡山市、同県玉野市、石川県小松市の各消防団において名誉消防団員の称号を授与する例がある。
  7. 日本赤十字社では名誉社長、名誉社員、特別社員（従来は金色特別社員および銀色特別社員）の3種の称号を授与している。
  8. 都道府県、市町村などでは地域自治・行政分野の功労ある者に対して名誉称号を贈る例がある（例：名誉町長、名誉市長、名誉村長、名誉議員、名誉都民、名誉道民、名誉府民、名誉県民、名誉市民、名誉町民、名誉村民、名誉区民など）また、特定の分野名を冠した功労者の称号を授与する例もある（例：○○市政功労者）。
  9. 兵庫県姫路市では善行奉仕に篤実に勤めた市民に対して姫路市篤行高士の称号を贈呈している。
5. 広報活動のための称号
  1. 観光大使 - 都道府県や市町村、その他の公益法人では、観光や地域振興を目的として広報を著名人や現地の市民などに対して委嘱するために授与される。
  2. 一日署長など - 組織全体をアピールする場合、実在の称号と同じ名前の称号を設定することがある。ただしこれは名称のみであり、実際の権限を持たず、広報以外の職務を行うことはない。
6. 武道・技能・芸能その他の称号
  1. 武道 - 武道修練者の熟練度を階級的に表す称号を段級称号という[2]。範士・教士・錬士など。
  2. マインドスポーツ（囲碁・将棋）などで大会の優勝者に授与されるタイトルなど。またチェスのグランドマスターなど総合的な成績で得られる称号もある。
  3. その他、大会優勝者などの呼称。例えばオリンピック、コンテスト、コンクールの優勝者などのチャンピオン、メダリストなど。美人コンテストなどのミス、準ミス、あるいは○○王、○○女王、○○クィーンなど。
  4. スポーツ界の功労者などに対するスポーツマスター称号など。
  5. 工芸分野においては都道府県ないし市町村により技術者に対してマイスター称号など。
  6. 業界団体などでは名誉会長、名誉会員等の称号を定めていることがある。
7. 特定の業界において定めている称号
  1. 楽団において名誉総指揮者、名誉指揮者などの称号を定めているところがある。
  2. 財団法人、非営利法人などにおいて定める民間資格のうち、肩書きとして使用することができるものも称号のひとつといえる。主に資格称号といわれる。検定試験にて付与される等級などは、肩書きではないためこれに該当しない。
8. サービス業において業界団体が授与している称号
  1. 主な事例としてタクシー運転手にマスターの称号を授与している（保持者は営業車に3つ星のあんどんを装着出来る）。その他、販売店や製造業の称号もある。
9. 企業が独自に設置する社内称号。
  1. 主な例として、アサヒビールが現場社員を対象として、テクニカルマスター、テクニカルエキスパートの称号を授与している。高砂製作所では技監の称号を設置している。
  2. 日本商工会議所では一定のタイピング能力のある者にゴールドホルダーの称号を授与している。
10. 伝統芸能において継承される名跡や先祖伝来の世襲呼称をいう場合もある。
11. 名字・人名
  1. 名字のこと。特に平安時代末期の公卿が都における住所にちなみ、名乗った家名をいうことが多い。ちなみに豊臣秀吉は家臣や全国の大名に羽柴の姓を許し、江戸時代には徳川氏が国主大名に松平の称号を許した。
  2. 異名、通り名、あだ名。通常姓名をもじったり容姿行動から付けられる。頭の良い者を「今孔明」力の強い者を「今弁慶」などと呼んだりこともある。
  3. 尊号。譲位した天皇などの称号のこと。主に太上法皇、太上天皇など。
  4. 院号。太上天皇や女院。将軍、大名の正室・生母などの称号。また、戒名の号のひとつでもある。
  5. 主に室町時代から江戸時代にかけて皇族、公卿、将軍と一門、大名などに許された貴人の称号。公方号及び御所号、屋形号などがある。
  6. 屋号・家号（やごう）。屋号とは商店、歌舞伎俳優の称号。家号と書く場合には、その家の通称を意味する。
  7. 室町時代後期以降、江戸時代まで武士が僭称した百官名や東百官も人名であると同時に称号としての役割を果たした。
  8. 進士とは、中国で598〜1905年まで行われた官僚登用試験である科挙の合格者。中華文化圏のベトナム・朝鮮・日本も同じ制度を採用している。日本では、元来律令制の大学寮学生で式部省が課した試験に合格したものの称号。その後、氏となる。
12. 優良企業など - 中華人民共和国などにおいて授与されることがある[要出典]。